# روبي فينتورا
روبي فينتورا (بالإنجليزية: Robbie Ventura)‏ هو دراج أمريكي، ولد في 5 مايو 1971.